# Gmina Pašman
Gmina Pašman (chorw. Općina Pašman) – gmina w Chorwacji, w żupanii zadarskiej. W 2011 roku liczyła  2082 mieszkańców.